# Enrique Amaré
Enrique Amaré y Algueró (c. 1864-1919) fue un artista decorativo español.

## Biografía

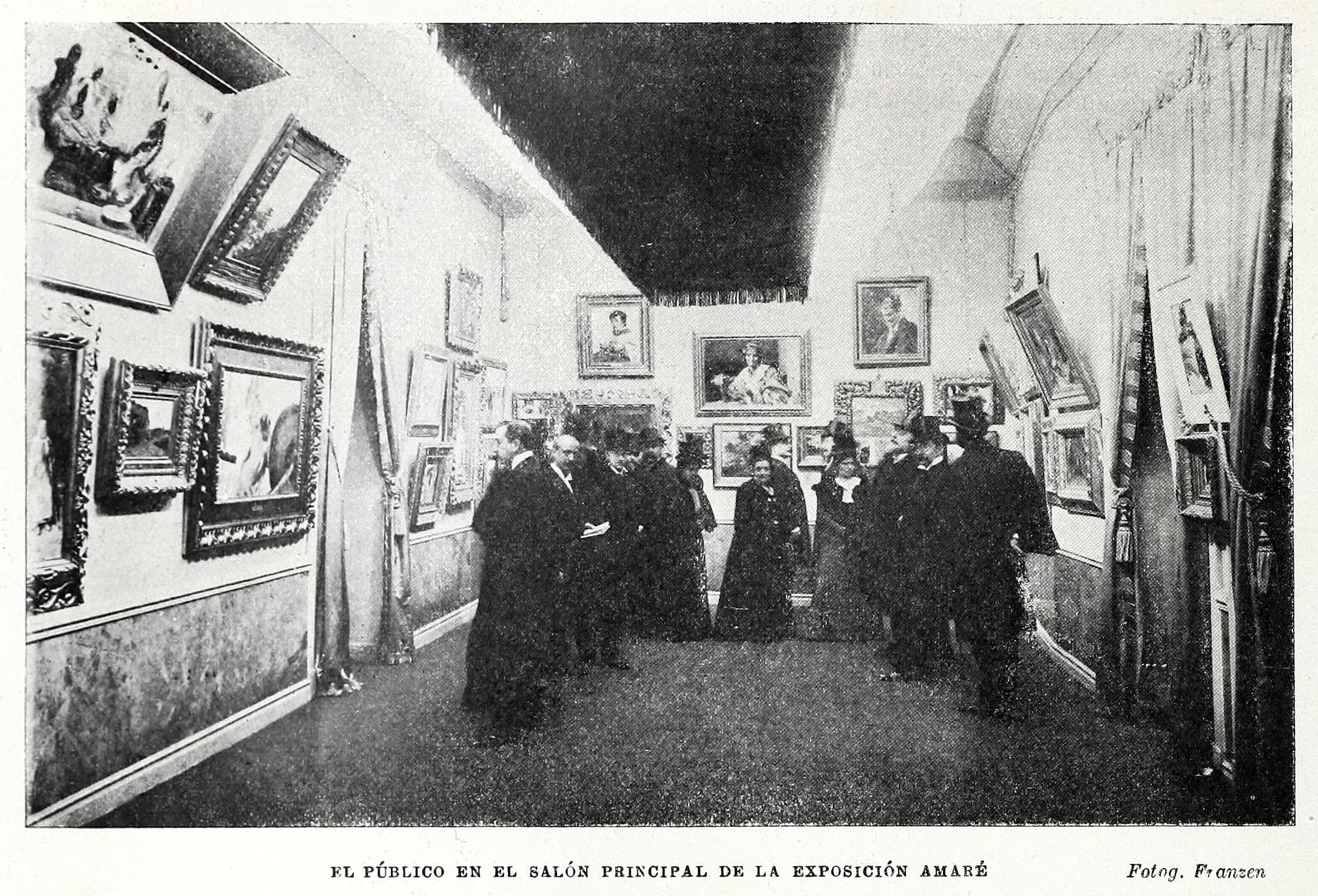
Salón Amaré (1900)

Nació hacia 1864. Trabajó con sus hermanos, siendo conocidos por la denominación de «hermanos Amaré», aunque Enrique sería «el artista de la casa». Tuvieron un salón de exposición de pinturas en el piso bajo de la casa inmediata a las Calatravas, en la calle de Alcalá, denominado Salón Amaré, en el que según Francisco Alcántara se expondría durante diez años la mejor pintura producida en la península, además de exponerse muebles en las habitaciones contiguas. Se trataba de salón moderno ricamente tapizado, que habría marcado tendencia.
Sus decoraciones fueron premiadas con medallas de segunda y de primera clase en concursos oficiales y fue jurado en casi todas las exposiciones de arte decorativo celebradas en Madrid. Falleció en 1919 a la edad de cincuenta y cinco años.